# Pachydelphus tonqui
Pachydelphus tonqui là một loài nhện trong họ Linyphiidae.
Loài này thuộc chi Pachydelphus. Pachydelphus tonqui được Rudy Jocqué & Robert Bosmans miêu tả năm 1983.